# Monchique
Monchique [mõˈʃik(ɨ)] ist eine Kleinstadt (Vila) in der Serra de Monchique am Nordrand der Algarve in Portugal im Distrikt Faro.
Die in einem Tal und am Hang des Berges Fóia gelegene Stadt ist als Kurort und unter Touristen vor allem wegen der in ihrer Nähe (7 km) gelegenen sechs Bäder „Caldas de Monchique“ und dem 902 m hohen Aussichtsberg Fóia bekannt. Im umliegenden Gebirge Serra de Monchique entspringen Quellen, die einen Großteil der Stauseen der Algarve füllen.

## Geschichte
Die seit der Steinzeit besiedelte Gegend erhielt eine erste städtische Ansiedlung, als die Römer den Ort „Mons Cicus“ erbauten, um die Caldas de Monchique (Heilquellen) zu nutzen.
Im 16. Jahrhundert besuchte der junge König Sebastian Monchique und beabsichtigte, den Ort zur Vila (Kleinstadt) zu erheben. Der König starb kurz später in der Schlacht von Alcácer-Quibir und Portugal verlor in der Folge seine Unabhängigkeit, die es erst nach 1640 wieder mühsam erlangte. Monchique wurde erst im Jahre 1773 zur Vila erhoben. Zeitgleich wurde es Sitz eines eigenen Kreises, durch Abspaltung aus dem Kreis Silves. Es hatte inzwischen als Produktionsort von Wolle und Leinen, und als Lieferant von Kastanienholz und Holzprodukten Bedeutung erlangt. Durch die Industrialisierung verlor der Ort dann seine aufkommende Bedeutung wieder.
Heute ist Monchique insbesondere für seine Thermalquellen und die Serra de Monchique bekannt, auch international. So verbrachte der britische Premierminister David Cameron mit seiner Familie hier seinen Sommerurlaub 2013 vor allem mit Wandern, und er lobte das gastronomische Angebot und die weiten Ausblicke, u. a. auf die nahen Strände.
Im August 2018 kam es während der enormen Dürre und Hitze in Europa 2018 nahe dem Ort zu großen Waldbränden. Erst nach einer Woche konnte das Feuer von der Feuerwehr unter Kontrolle gebracht werden. Insgesamt wurden 41 Menschen verletzt und rund 27.000 Hektar Wald vernichtet. Im Einsatz waren mehr als 1300 Feuerwehrleute.

## Verwaltung

### Kreis
Monchique ist Verwaltungssitz eines gleichnamigen Kreises (Concelho). Die Nachbarkreise sind (im Uhrzeigersinn im Norden beginnend): Odemira, Silves, Portimão, Lagos sowie Aljezur.
Die folgenden Gemeinden (Freguesias) liegen im Kreis Monchique:

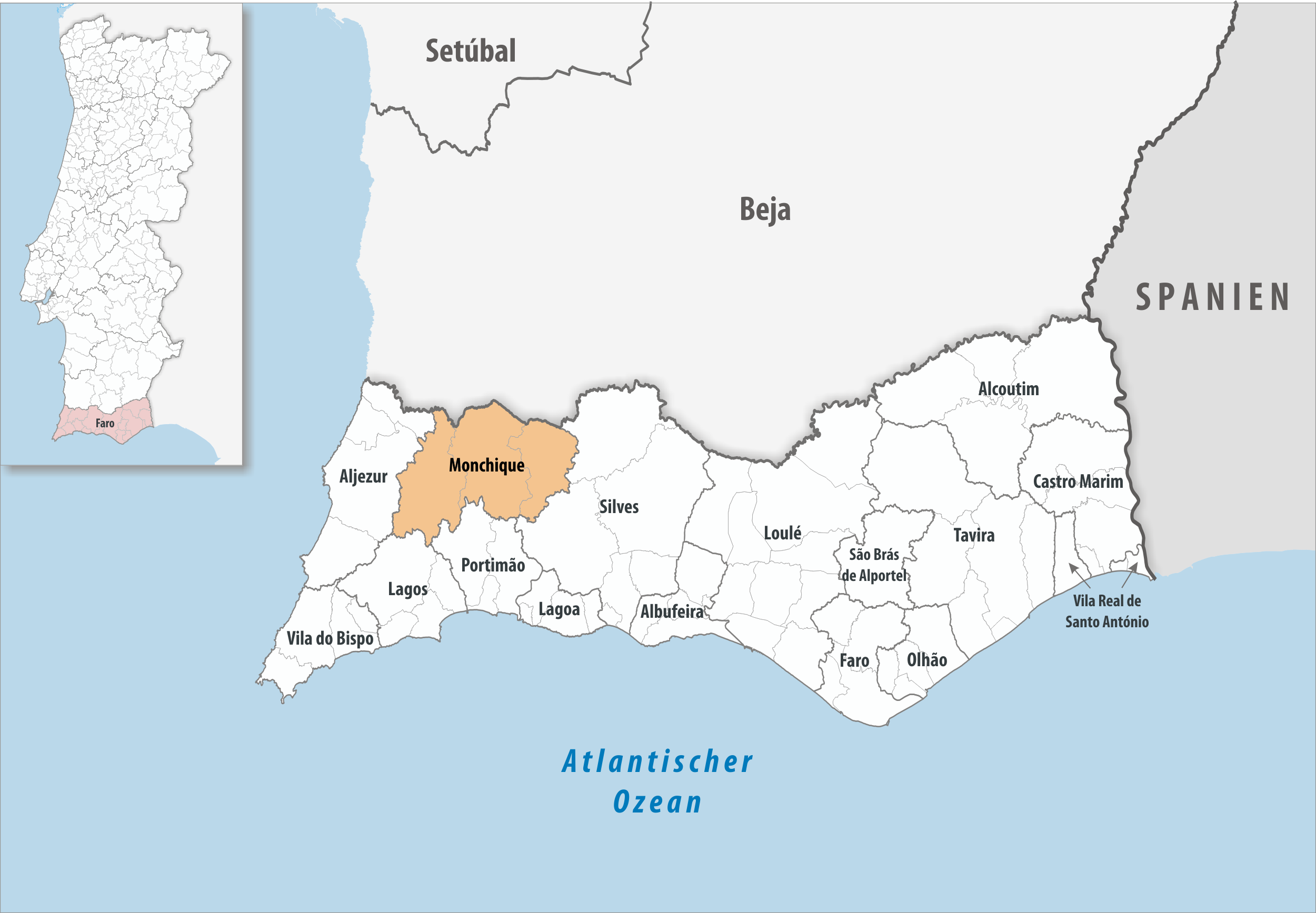
Kreis Monchique

| Gemeinde        | Einwohner (2021) | Fläche km² | Dichte Einw./km² | LAU- Code |
| --------------- | ---------------- | ---------- | ---------------- | --------- |
| Alferce         | 391              | 96,12      | 4                | 080901    |
| Marmelete       | 698              | 139,91     | 5                | 080902    |
| Monchique       | 4.373            | 159,28     | 27               | 080903    |
| Kreis Monchique | 5.462            | 395,31     | 14               | 0809      |

### Bevölkerungsentwicklung
| Einwohnerzahl im Kreis Monchique (1801–2011) | Einwohnerzahl im Kreis Monchique (1801–2011) | Einwohnerzahl im Kreis Monchique (1801–2011) | Einwohnerzahl im Kreis Monchique (1801–2011) | Einwohnerzahl im Kreis Monchique (1801–2011) | Einwohnerzahl im Kreis Monchique (1801–2011) | Einwohnerzahl im Kreis Monchique (1801–2011) | Einwohnerzahl im Kreis Monchique (1801–2011) | Einwohnerzahl im Kreis Monchique (1801–2011) |
| -------------------------------------------- | -------------------------------------------- | -------------------------------------------- | -------------------------------------------- | -------------------------------------------- | -------------------------------------------- | -------------------------------------------- | -------------------------------------------- | -------------------------------------------- |
| 1801                                         | 1849                                         | 1900                                         | 1930                                         | 1960                                         | 1981                                         | 1991                                         | 2001                                         | 2011                                         |
| 4 658                                        | 6 891                                        | 11 517                                       | 14 205                                       | 14 779                                       | 9 609                                        | 7 309                                        | 6 974                                        | 6 441                                        |

### Kommunaler Feiertag
- Christi Himmelfahrt

## Wirtschaft
Der Fremdenverkehr in den Thermalquellen spielt eine wesentliche Rolle. Zu nennen sind zudem das Kunsthandwerk, Holzverarbeitung, Schweinezucht und Landwirtschaft, darunter die Produktion von Olivenöl und Kork. Bekannt sind die hiesigen Schinken und Würste, und auch die regionale Schnapsspezialität Medronho wird hier hergestellt.

## Verkehr
Monchique wird durch das regionale Busunternehmen Vamus über mehrere Haltestellen der Buslinien 92 und 94 erschlossen.
Durch Monchique führt die überregionale Landstraße N266 als Hauptstraße. Vom Ortseingang des Hauptortes beträgt die Entfernung bis Portimão über die N266 etwa 23 Kilometer.

## Persönlichkeiten
Der Autor und Publizist José António Gascon (1851–1950) wurde hier geboren.
In Monchique betrieb der Musiker und Musikproduzent Manfred „Manne“ Praeker (1951–2012) sein Tonstudio „Mad-Mix-Studio“.

## Galerie

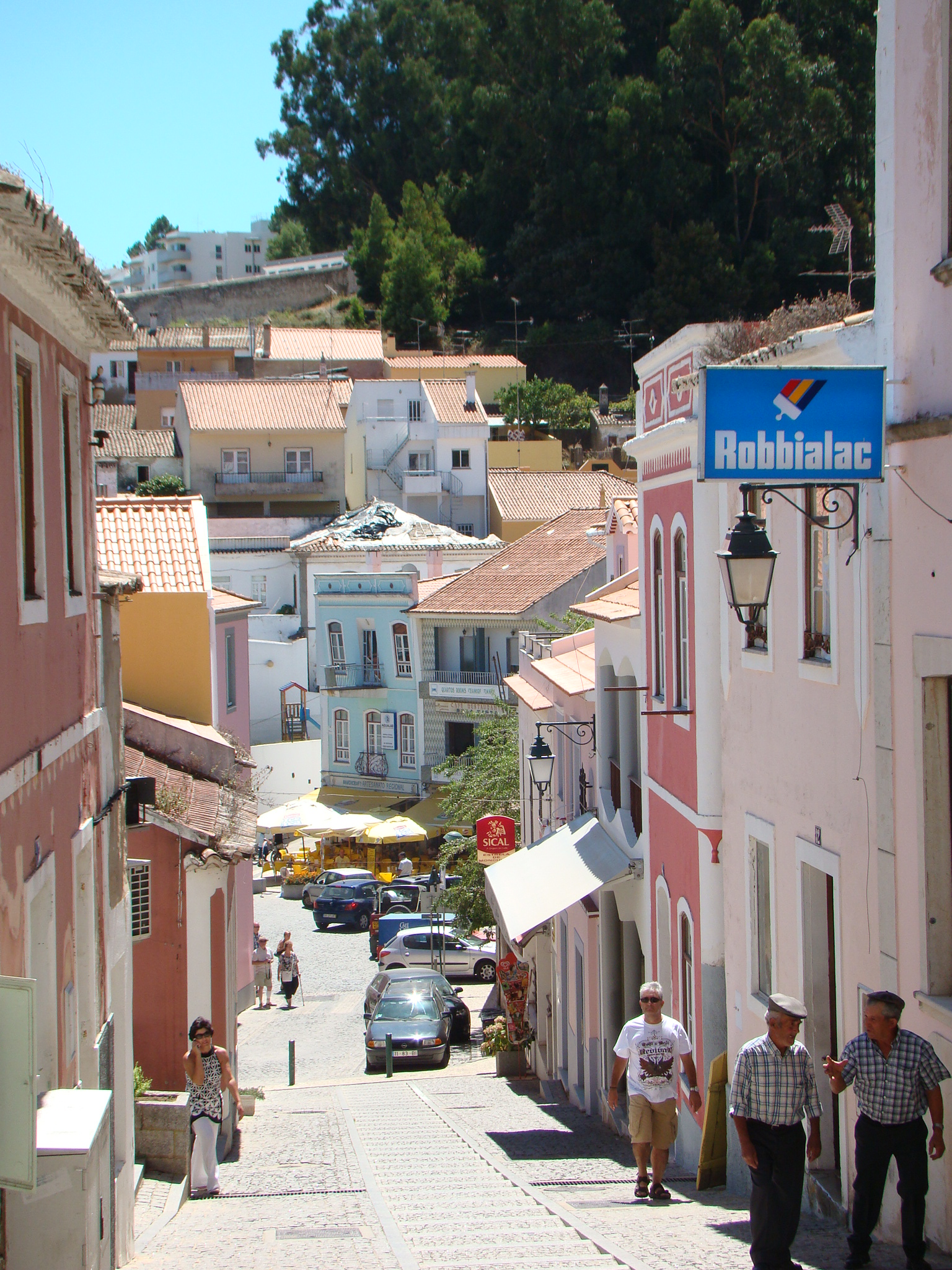
In der Altstadt von Monchique
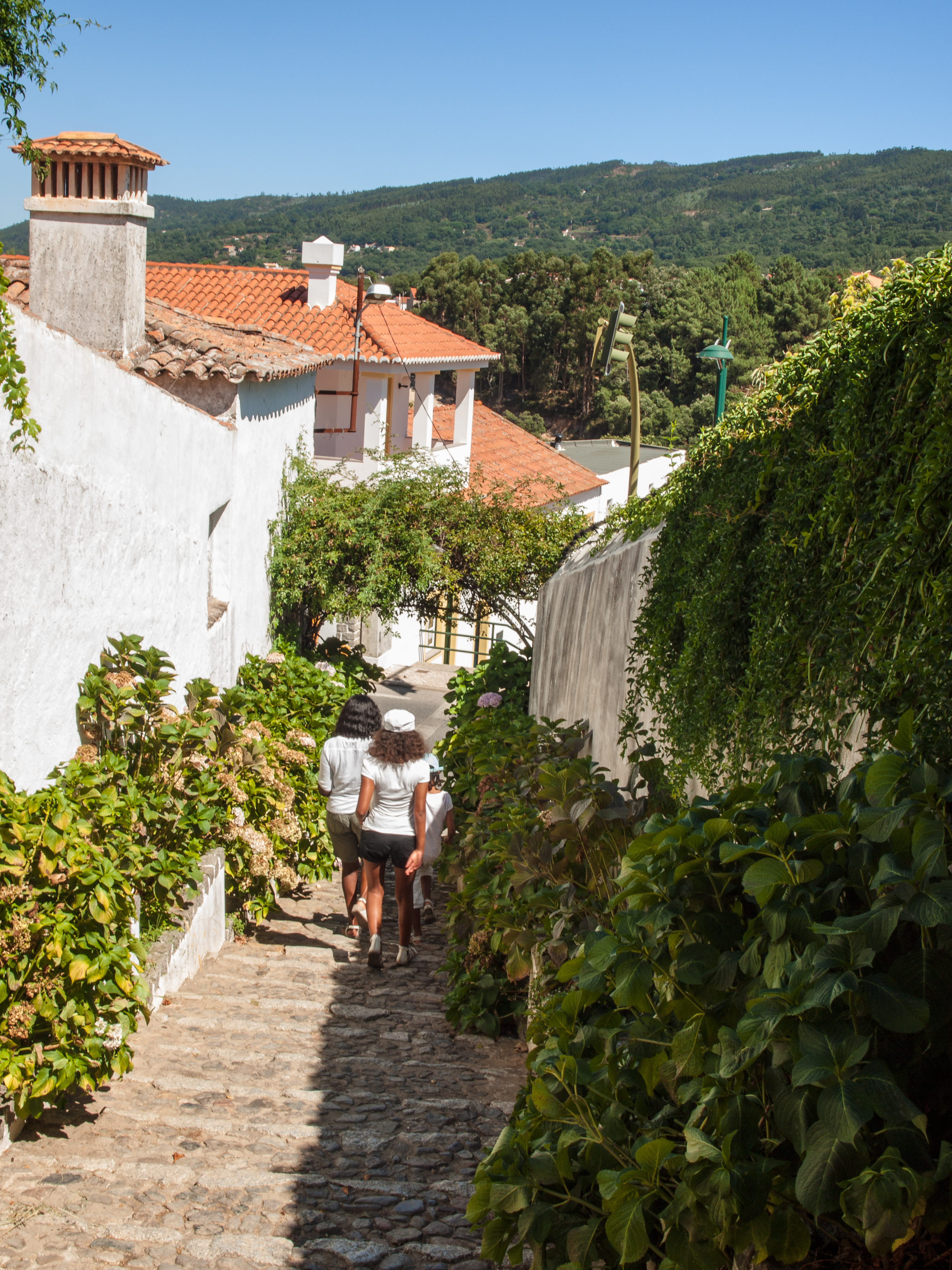
Gasse in Monchique
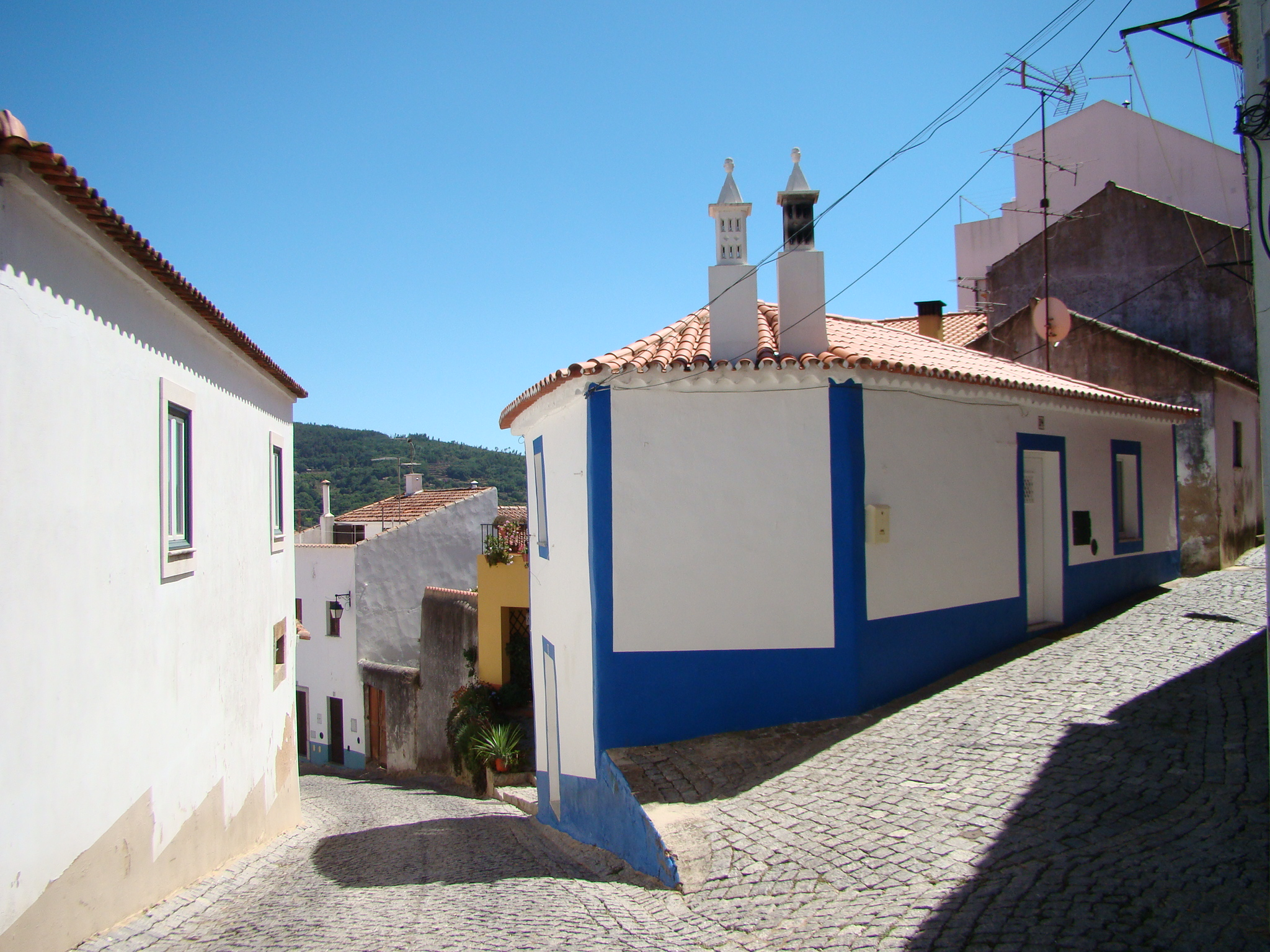
Gassen in Monchique
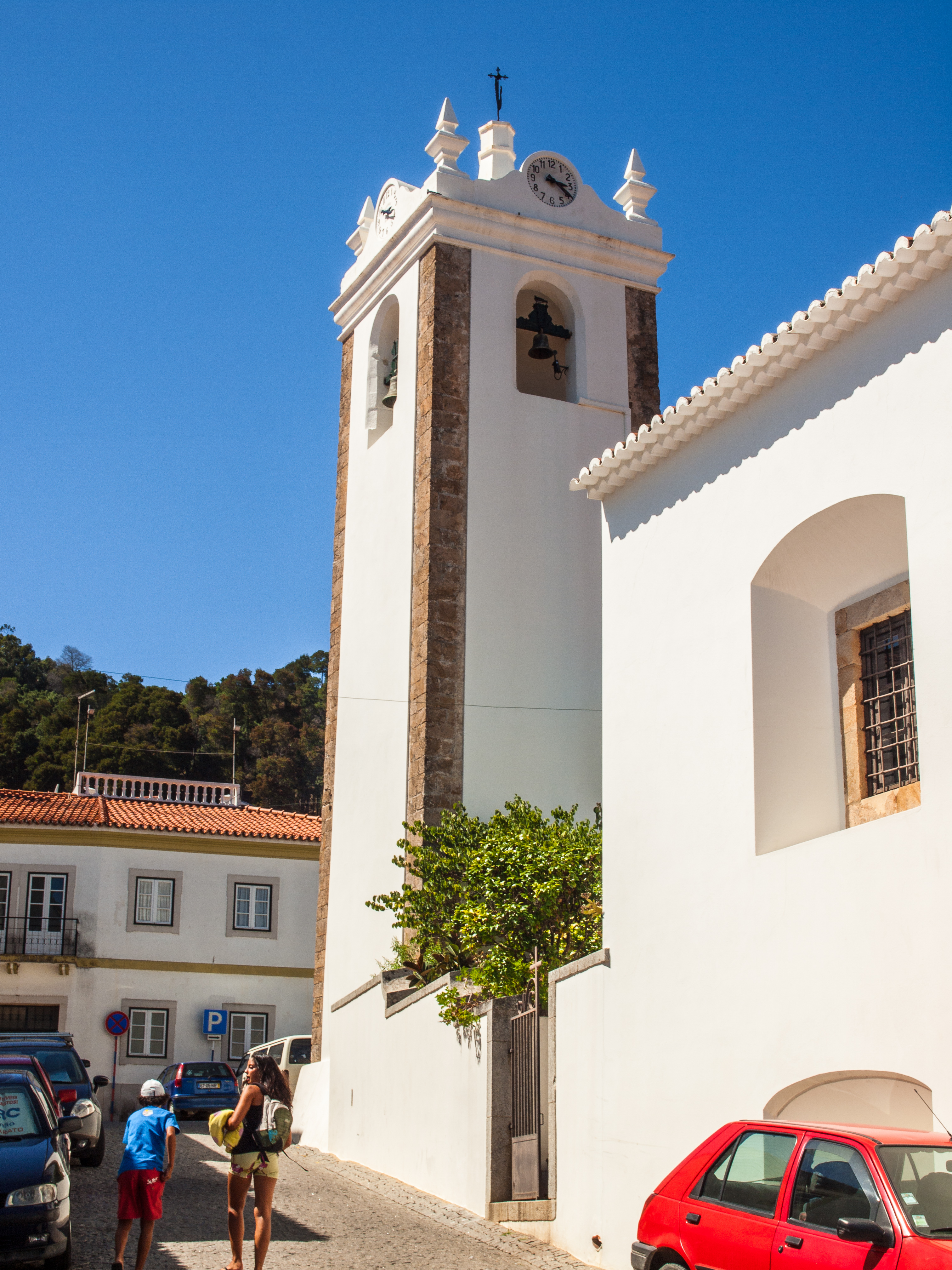
Kirche in Monchique
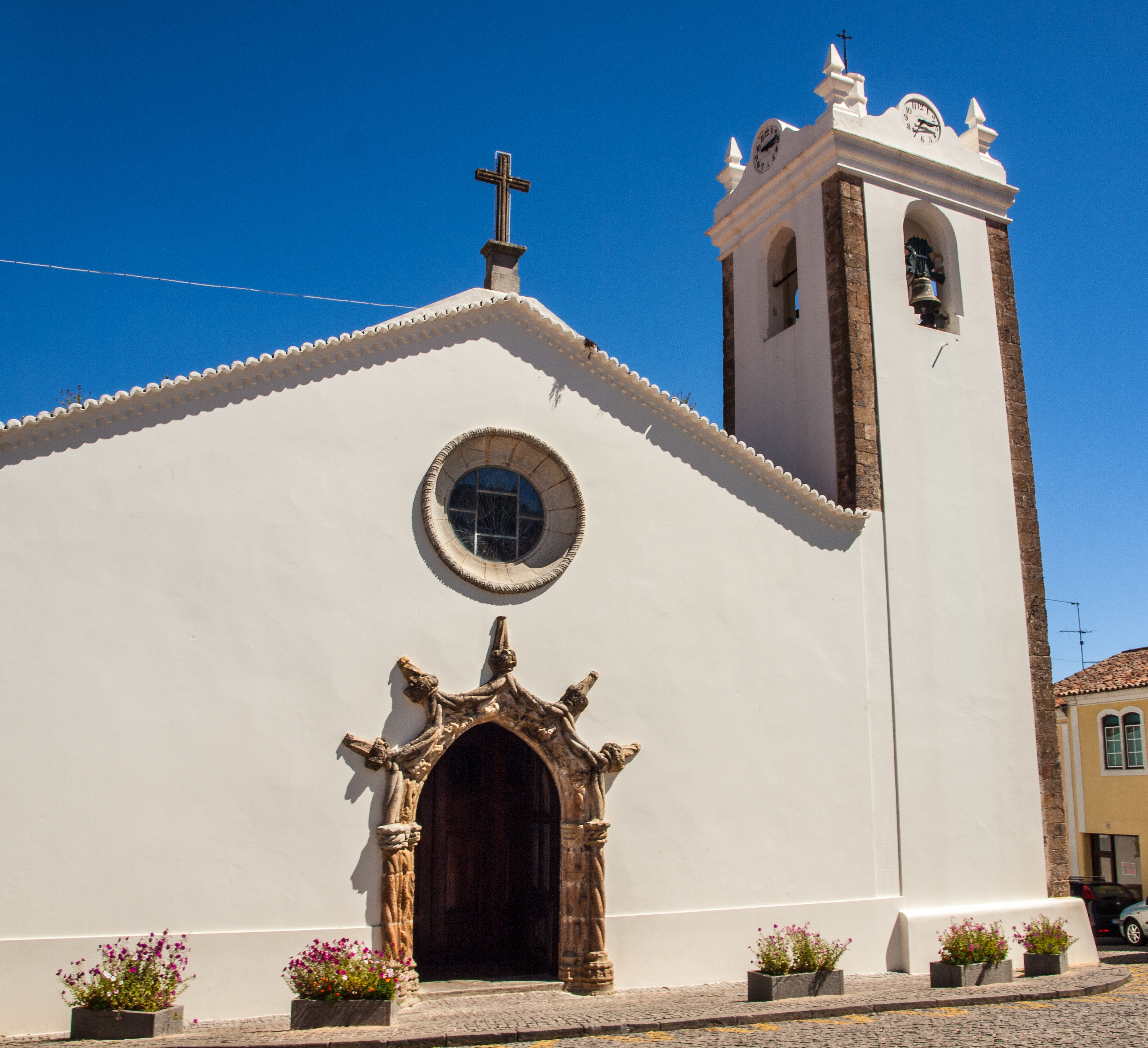
Manuelinisches Portal der Kirche
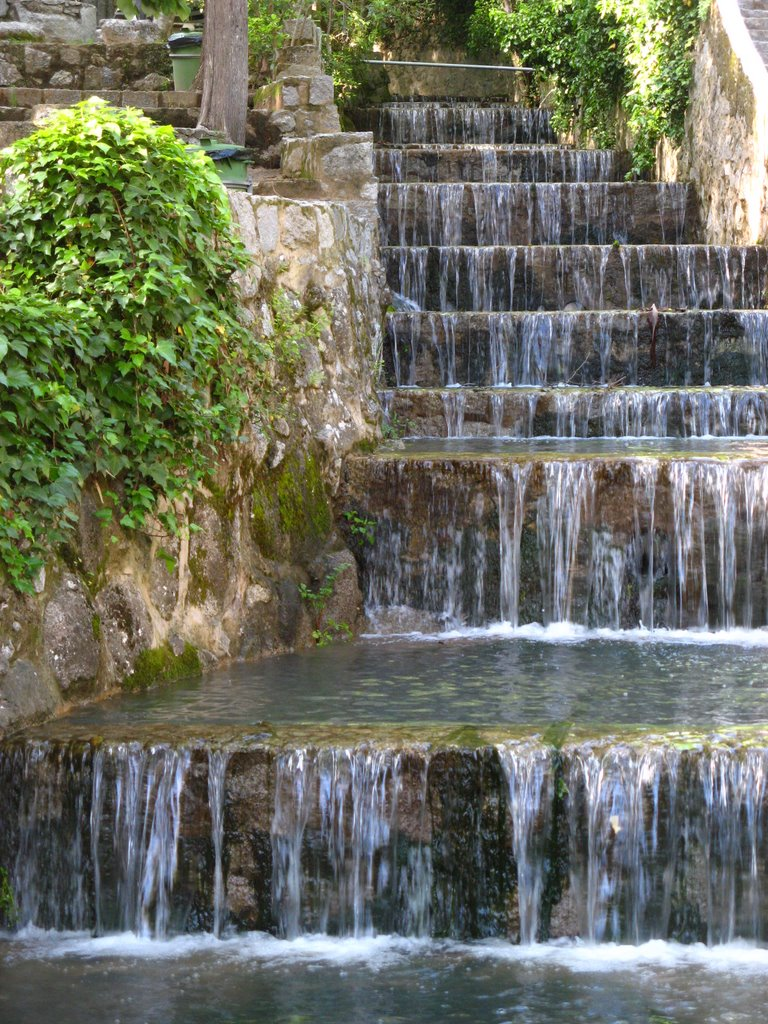
Wasserlauf im Heilbad Caldas de Monchique
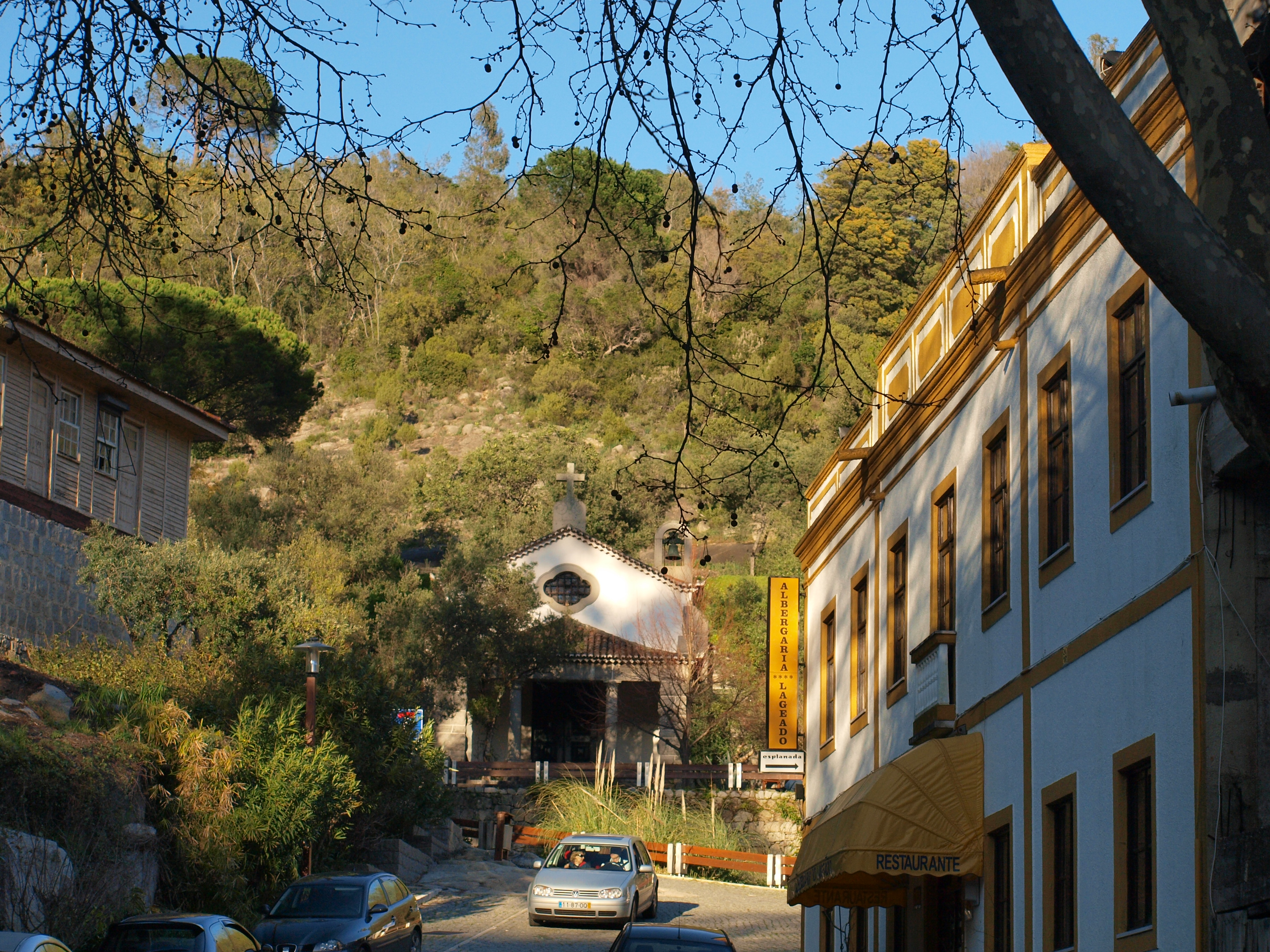
In den Caldas de Monchique